# Subansiri
La Subansiri est une rivière indienne et tibétaine, affluent du Brahmapoutre, d'une longueur de 442 km. Elle coule dans les états de l'Assam et de l'Arunachal Pradesh.

## Traduction
- (de) Cet article est partiellement ou en totalité issu de l’article de Wikipédia en allemand intitulé « Subansiri » (voir la liste des auteurs).